# Raman-Spektroskopie
Unter Raman-Spektroskopie [ˈrɑːmən] (benannt nach dem indischen Physiker C. V. Raman) versteht man die spektroskopische Untersuchung der inelastischen Streuung von Licht an Molekülen oder Festkörpern (Raman-Streuung). Sie dient u. a. der Untersuchung der Materialeigenschaften z. B. von Halbleitern oder Pigmenten (etwa bei Kunstgegenständen).

## Funktionsprinzip
Um bei Molekülen Raman-Spektroskopie anwenden zu können, muss sich die Polarisierbarkeit bei Rotation oder Schwingung des Moleküls ändern.
Bei der Raman-Spektroskopie wird die zu untersuchende Materie mit monochromatischem Licht bestrahlt, üblicherweise aus einem Laser. Im Spektrum des an der Probe gestreuten Lichts werden neben der eingestrahlten Frequenz (Rayleigh-Streuung) noch weitere Frequenzen beobachtet. Die Frequenzunterschiede zum eingestrahlten Licht entsprechen den für das Material charakteristischen Energien von Rotations-, Schwingungs-, Phonon- oder Spin-Flip-Prozessen. Aus dem erhaltenen Spektrum lassen sich, ähnlich dem Spektrum der Infrarotspektroskopie, Rückschlüsse auf die untersuchte Substanz ziehen. Die in einem Raman-Spektrum auftretenden Linien werden auch als Stokes-Linien bezeichnet.
Der Grund liegt in einer Wechselwirkung des Lichtes mit der Materie, dem sogenannten Raman-Effekt, bei dem Energie vom Licht auf die Materie übertragen wird („Stokes-Seite“ des Spektrums), bzw. Energie von der Materie auf das Licht („Anti-Stokes-Seite“ des Spektrums). Da die Wellenlänge des Lichts, d. h. seine Farbe, von der Energie des Lichtes abhängt, bewirkt dieser Energieübertrag eine Verschiebung der Wellenlänge des gestreuten Lichtes gegenüber dem eingestrahlten Licht, die sogenannte Raman-Verschiebung.
Die erreichbare räumliche Auflösung variiert je nach verwendeter Messapparatur. So lässt sich eine Auflösung von einigen Mikrometern erreichen, wenn man das zur Spektroskopie genutzte Laserlicht mit Hilfe eines Mikroskops fokussiert.
Die Ortsauflösung spezieller LIDAR-Geräte zur Bestimmung des vertikalen Profiles zum Beispiel des Wassergehaltes der Atmosphäre beträgt vertikal einige Meter – sie arbeiten mit Laserimpulsen und messen das zeitliche Eintreffen des Rückstreusignales.

## Aussagen
Aus dem Spektrum (Frequenz und der zugehörigen Intensität) und der Polarisation des gestreuten Lichtes kann man u. a. folgende Materialeigenschaften erfahren: Kristallinität, Kristallorientierung, Zusammensetzung, Verspannung, Temperatur, Dotierung und Relaxation.
Die Raman-Spektroskopie erlaubt auch Aussagen über wässrige Systeme, die über Infrarot-Spektroskopie schwer zugänglich sind. So sind nicht nur abiotische, sondern auch biotische Systeme der Analyse zugänglich. Es ist prinzipiell sogar möglich, einzelne Spezies von Bakterien mittels Raman-Spektroskopie zu unterscheiden.
Die Raman-Streuung von Molekülen besitzt normalerweise einen sehr kleinen Streuquerschnitt (ca. 10−30 cm2), so dass man eine relativ hohe Konzentration an Molekülen oder eine hohe Laserintensität benötigt, um ein detektierbares Signal zu erhalten. Raman-Spektren einzelner Moleküle sind so nicht möglich.
Vergleicht man das Raman-Spektrum einer thermisch oder mechanisch behandelten Probe mit dem einer gleichwertigen unbehandelten Probe, so lassen sich Aussagen über die entstandenen Eigenspannungen treffen. Dabei führt das Aufkommen von Druckspannung zu einer Verschiebung zu höheren Frequenzen, während eine Verschiebung zu kleineren Frequenzen durch Zugspannung hervorgerufen wird.

## Varianten und Weiterentwicklungen
Neben der klassischen Raman-Spektroskopie existieren noch einige Varianten und Weiterentwicklungen. Dazu gehören
- auf der nichtlinearen Raman-Streuung basierende Verfahren, z. B. die kohärente Anti-Stokes-Raman-Streuung (engl. coherent anti-Stokes Raman scattering, CARS)
- auf der oberflächenverstärkten Raman-Streuung (engl. surface enhanced Raman scattering, SERS) basierende Verfahren
- die spitzenverstärkte Raman-Spektroskopie (engl. tip-enhanced Raman spectroscopy, TERS) als Kombination aus SERS und Rasterkraftmikroskopie (engl. atomic force microscopy, AFM).[4][5][6]

Mithilfe der oberflächenverstärkten Raman-Streuung wird Raman-Spektroskopie auch an einzelnen Molekülen möglich. Dabei werden die Raman-Signale an den Oberflächen intelligent designter Metallstrukturen um 106 bis 108 verstärkt (gegenüber Signalen ohne metallische Oberfläche), indem dort lokal sehr hohe elektromagnetische Feldstärken auftreten, die zu einem starken Intensitätseintrag führen.
Mithilfe spezieller Spektrometer für eine schnelle Datenerfassung können diese Verfahren auch für „Echtzeit“-Anwendungen eingesetzt werden. Die sogenannte Echtzeit-Raman-Spektroskopie kommt im Bereich der medizinischen In-vivo-Diagnostik zur Anwendung.
Das Projekt OpenRAMAN hat die technische Dokumentation eines Raman-Spektroskops offen lizenziert und als Open Hardware veröffentlicht, sodass dieses nachgebaut und weiterentwickelt werden kann.